# Optische Zeitbereichsreflektometrie

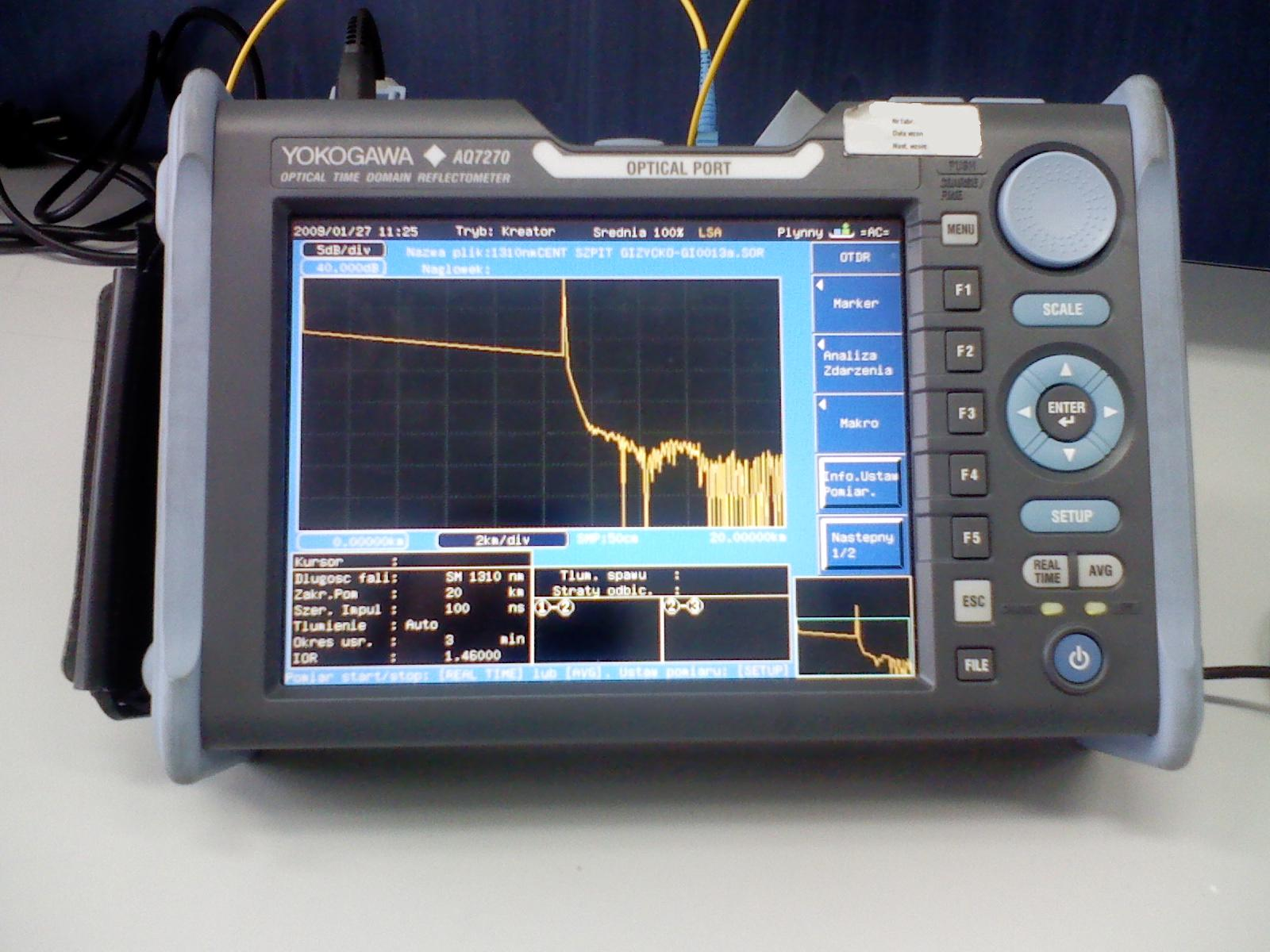
Messgerät zur optischen Zeitbereichsreflektometrie

Die optische Zeitbereichsreflektometrie (englisch optical time domain reflectometer oder kurz OTDR) ist ein Verfahren zur Ermittlung und Analyse von Lauflängen und Reflexionscharakteristika von elektromagnetischen Wellen und Signalen im Wellenbereich des Lichts.
In der Praxis spielt der Bereich der optischen Zeitbereichsreflektometrie vor allem in der Netzwerktechnik und Telekommunikation eine immer wichtigere Rolle. Die OTDR ist eine direkte Weiterentwicklung der Zeitbereichsreflektometrie, die ihre Wurzeln im Anfang der Radartechnik in den 1930er Jahren hat.

## Das Verfahren
Bei der optischen Zeitbereichsreflektometrie wird ein Laserpuls der Dauer von 3 ns bis 20 µs in einen Lichtwellenleiter eingekoppelt und das Rückstreulicht über der Zeit gemessen.
Aus der logarithmisch aufgetragenen Rückstreuintensität können dann die Verluste von Spleißen auf der Strecke und Reflexionen von Steckern wie auch die Dämpfung der Glasfaser (in dB/km) bestimmt werden. Das gemessene Signal besitzt eine Zeitabhängigkeit, die über die Gruppengeschwindigkeit vg in eine Ortsabhängigkeit umgerechnet werden kann. Somit kann eine ortsaufgelöste Dämpfungsmessung realisiert werden. Bei variierenden Fangfaktoren S und sich ändernden Streukoeffizienten α kann es zu einer Fehlinterpretation des gemessenen Signals kommen. Dies kann durch eine zweite Messung am anderen Ende der Faser und über die Mittelung der beiden gemessenen Ergebnisse kompensiert werden.